# Nancy Manchego
Nancy Sarita Manchego Guillén (Chincheros, Apurímac) es una docente y cantautora de la música andina del Perú, destacada en los géneros tradicionales del huayno ayacuchano y ancashino. Tiene en su haber 12 producciones musicales.

## Biografía
Nació y creció en la ciudad de Chincheros, departamento de Apurímac, mudándose a Huamanga a los 19 años para cursar la carrera de enfermería. En 1999 ganó un concurso de canto en Chincheros que le permitió grabar su primer disco en Lima y, tras presentarlo en el mercado musical, su carrera fue en ascenso.
Se mudó a Lima para estudiar educación primaria en la Universidad Nacional Mayor de San Marcos, y estudió también una especialización en Educación por el Arte con Promotoría Cultural en la Universidad Federico Villarreal.

## Discografía
- Te lo anuncio (2005)
- Mis ojos del miel (2014)
- Como no voy a quererte (2015)
- Chincheros, tierra primaveral (2015)
- En...canto de amistad  (2018)